# Серебряная лента
«Сере́бряная ле́нта» (итал. Nastro d’argento) — ежегодная кинопремия, присуждаемая с 1946 года, основанным в том же году Итальянским национальным профсоюзом киножурналистов. Задачей премии является «способствовать постоянному художественному, техническому и промышленному улучшению в итальянского кинематографа и вознаграждать соответствующие достижения».
Решение по награждению принимается общим голосованием членов профсоюза. Традиционно вручение премии проходило в сицилийском городе Таормина, но с 2005 года премия вручается на киностудии «Чинечитта», расположенной в Римe.
С 1946 по 1956 год премии вручались за финансовый год, а с 1957 года — за календарный год. Первая премия вручалась по 10 номинациям, в 2015 году были вручены премии по 35 номинациям (включая премии за особые заслуги и специальные именные премии).
С 1957 года, по аналогии с «Оскаром», помимо победителей премии была введена категория номинантов на премию, и была соответствующим образом изменена церемония награждения. «Серебряная лента» является единственной институциональной наградой, признанной Министерством культуры Италии и одной из двух наиболее значимых итальянских кинопремий (наряду с премией Давид ди Донателло).

## Премии
- За лучшую режиссуру
- За лучшую мужскую роль
- За лучшую женскую роль
- За лучшую мужскую роль второго плана
- За лучшую женскую роль второго плана